# Východočeský oblastní přebor 1966/1967
V soubojích Východočeského oblastního přeboru 1966/67 se utkalo 12 týmů dvoukolovým systémem podzim - jaro. Tento ročník skončil v červnu 1967.

## Výsledná tabulka
Zdroj: 
| Poř. | Tým                         | Z  | V  | R  | P  | VG | OG | B  |
| ---- | --------------------------- | -- | -- | -- | -- | -- | -- | -- |
| 1.   | VTJ Dukla Jičín             | 22 | 14 | 7  | 1  | 53 | 23 | 35 |
| 2.   | TJ Slavoj Český ráj Turnov  | 22 | 15 | 3  | 4  | 52 | 25 | 33 |
| 3.   | TJ Tesla Pardubice          | 22 | 9  | 8  | 5  | 40 | 29 | 26 |
| 4.   | TJ Jiskra Semily            | 22 | 12 | 2  | 8  | 45 | 51 | 26 |
| 5.   | TJ Lokomotiva Česká Třebová | 22 | 6  | 12 | 4  | 25 | 20 | 24 |
| 6.   | TJ Lokomotiva Pardubice     | 22 | 9  | 4  | 9  | 31 | 35 | 22 |
| 7.   | VTJ Dukla Žamberk           | 22 | 7  | 7  | 7  | 36 | 28 | 21 |
| 8.   | VTJ Dukla Česká Třebová     | 22 | 7  | 6  | 9  | 30 | 30 | 20 |
| 9.   | TJ Tesla Lanškroun          | 22 | 4  | 11 | 7  | 25 | 29 | 19 |
| 10.  | TJ Svitavy                  | 22 | 5  | 7  | 10 | 30 | 38 | 17 |
| 11.  | RH Hradec Králové           | 22 | 4  | 6  | 12 | 23 | 41 | 14 |
| 12.  | TJ Jiskra Holice            | 22 | 1  | 5  | 16 | 18 | 59 | 7  |

Poznámky:
- Z = Odehrané zápasy; V = Vítězství; R = Remízy; P = Prohry; VG = Vstřelené góly; OG = Obdržené góly; B = Body

|  | Postup do Divize C 1967/68             |
|  | Sestup do příslušné I. A třídy 1967/68 |